# Ndorna
Ndorna est une localité du Sénégal, située dans le département de Médina Yoro Foulah et la région de Kolda, à une trentaine de kilomètres au nord de la ville de Kolda.
C'est le chef-lieu de la communauté rurale de Ndorna, ainsi que de l'arrondissement de Ndorna depuis la création de celui-ci par un décret du 10 juillet 2008.
On y dénombre 397 personnes et 37 ménages.
Les habitants sont des Peuls, qui vivent surtout d'agriculture et d'élevage.
Ndorna abrite un site historique, le tata de Moussa Molo – l'ancien souverain du Fouladou – qui figure sur la liste des Sites et Monuments classés. 